# Begraafplaats Cedar Lawn

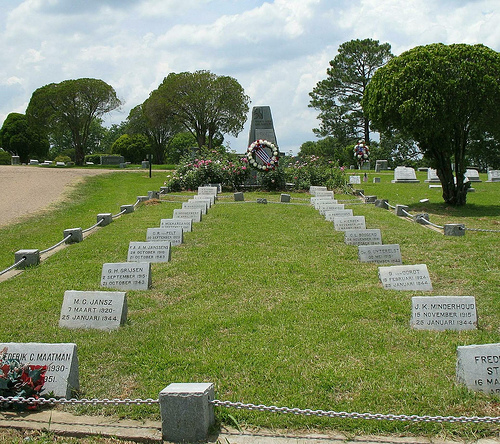
Nederlands Ereveld in Cedar Lawn Cemetery, Jackson, MS

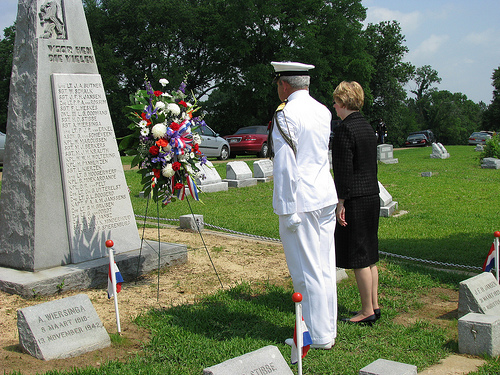
Jaarlijkse herdenking bij de Ere Begraafplaats voor gesneuvelde Nederlandse Luchtmacht piloten in Jackson, MS, USA

De begraafplaats Cedar Lawn ligt aan de West Capitol Street in Jackson, Mississippi
Een deel van de begraafplaats is een Nederlands ereveld waar jaarlijks de vliegers worden herdacht die zijn omgekomen in de periode dat de Royal Netherlands Military Flying School daar tijdens de Tweede Wereldoorlog was gevestigd. Hier werden 143 bomber-pilots, 101 fighter-pilots, 141 navigators-bombers, 77 radio-operators en 156 air-gunners opgeleid. 
Toen de eerste van hen in 1942 overleed, schonk het stadsbestuur van Jackson een stuk land van de Cedar Lawn begraafplaats, opdat Nederlanders daar op Nederlands grondgebied begraven konden worden.
Op deze begraafplaats liggen 42 Nederlandse vliegeniers begraven die tijdens de vliegtraining op Hawkins Field zijn omgekomen. De op Cedar Lawn begraven militairen dienden bij het Koninklijk Nederlandsch-Indisch Leger (KNIL) of bij de Marine Luchtvaartdienst. 

## Monument
Het hardstenen monument heeft de vorm van een piramide. Op de voorkant is een plaat aangebracht die niet het gehele monument bedekt. Hierop staan de namen van 27 slachtoffers. Daarboven staat de Nederlandse leeuw met daaronder de tekst: "Voor hen die vielen". 
27 Namen
1STE LT. J.A. Butner 

SGT. W. Schalk 
   
SGT. J.F.H. Jansen 
 
2DE LT. P.R.A. van Rossum 
 
SGT. F.L. Heskes 
 
OVL. III L.G. Coomans 
 
SGT. H.D. Stibbe 
 
SGT. A. Wiersinga 
 
1STE LT. P.J.P. van Erkel 
 
ASOV. G. van Schieveen 
 
KPL. W. Marcussen 
 
SGT. M.J. Berkers 
 
SGT. M.J.H. Krauth 
 
KPL. W.W.H. Wolering 
 
KPL. H. Panhuyzen 
 
SGT. L. Kierzek 
 
1STE LT. G. Hoogerwerf 
 
KPL. B. Moekardanoe 
 
KPL. G.P. van Pelt 
 
2DE LT. CH.G. Uyterelst 
 
2DE LT. C.L. Boogerd 
 
KAPT. F.A.A.M. Janssens 
 
2DE LT. G.A. Grijssen 
 
2DE LT. G. van Oordt 
 
2DE LT. M.C. Jansz 
 
SGT. MAJ. J.K. Minderhoud 
 
KANP. G.D.B. Spierenburg' 

Links en rechts van het monument, in twee rechte lijnen, zijn nog meer graven van Nederlanders die tijdens de oorlog daar werkzaam waren. Ook wilden enkelen, die de oorlog overleefden, daar begraven worden, zoals Herman Arens (1914-2005).

## Herdenking
Ieder jaar worden de gesneuvelden op Veterans Day herdacht en leggen de marine- of luchtmachtattaché en een afgevaardigde van het Amerikaans Legioen een krans.
In 2008 werden kapt. Geradys Adrianus Kesseler, 1ste Lt Christoffel Hendrick Teeuwissen en Ans Ochse Arens (echtgenote van Herman Arens) speciaal herdacht omdat zij dat jaar daar waren begraven.